# Ranunculus isthmicus
Ranunculus isthmicus är en ranunkelväxtart. Ranunculus isthmicus ingår i släktet ranunkler, och familjen ranunkelväxter.

## Underarter
Arten delas in i följande underarter:
- R. i. isthmicus
- R. i. stepporum
- R. i. tenuifolius